# Optimalfilter
Unter Optimalfilter (engl. matched filter) versteht man in der Nachrichtentechnik ein Filter, welches das Signal-Rausch-Verhältnis (engl. signal to noise ratio, SNR) optimiert. In der Literatur findet man auch häufig die Bezeichnungen Korrelationsfilter, Signal-angepasstes Filter (SAF) oder nur angepasstes Filter. Das Optimalfilter dient zur optimalen Bestimmung des Vorhandenseins (Detektion) der Amplitude oder der Lage einer bekannten Signalform in Gegenwart von Störungen (Parameterschätzung).

## Geschichte
Der Begriff matched filter wurde erstmals von John Hasbrouck Van Vleck und David Middleton 1946 im Journal of Applied Physics öffentlich genannt. Die Autoren bezogen sich jedoch dort auch auf eine Arbeit von Dwight O. North, der 1943 zu einem gleichen Ergebnis kam, aber einen anderen mathematischen Ansatz wählte. Dessen Arbeit wurde anfangs als geheim eingestuft und erst 1963 als Nachdruck veröffentlicht. Van Vleck und Middleton nutzten als Ansatz die schwarzsche Ungleichung, North die Methode der kleinsten Quadrate.

## Problem und Aufgabenstellung
In Signalübertragungssystemen tritt immer das Problem auf, dass das zu empfangende Nutzsignal (z. B. das einzelne Datenbit einer Folge, das Echosignal eines Radarsenders) von einem mehr oder weniger großen Störsignal überlagert wird. Dadurch wird die Erkennung des Nutzsignals im Empfänger erschwert. Im „normalen“ (sogenannten Leistungs-)Empfänger wird das Unter- oder Überschreiten einer Amplitudenschwelle des empfangenen Signal-Rauschgemischs als „kein Signal“ oder „Signal vorhanden“ gewertet. Ist das Signal schwach, besteht immer die Gefahr, dass einzelne Nutzsignale nicht erkannt oder Störsignalspitzen fälschlich als Nutzsignale interpretiert werden.
Es stellt sich deshalb die grundsätzliche Frage nach der Dimensionierung einer optimalen Filterstruktur des Empfängers, das ein Nutzsignal im Rauschen möglichst gut filtert und somit die Fehlerwahrscheinlichkeit minimiert.
Die Abbildung zeigt ein nachrichtentechnisches System zur Übertragung einer digitalen Sendedatenfolge, welche links im Bild über den Kanal mit additiven weißen gaußschen Rauschen (englisch AWGN Channel) übertragen werden soll. Der AWGN Channel stellt abstrakt einen mit weißem Rauschen gestörten Übertragungskanal dar, beispielsweise eine stark gestörte Funkstrecke. Am Empfänger kommt dann das vor dem Matched-Filter dargestellte, stark mit Rauschen überlagerte Empfangssignal an. Darin ist die ursprüngliche Sendesignalfolge nicht mehr erkennbar, es käme bei direkter Auswertung dieses Signals zu massiven Fehlern.
Das stark gestörte Empfangssignal wird daher dem Matched-Filter zugeführt, der in seiner Impulsantwort optimal an die links dargestellte Sendeimpulseform angepasst ist. Durch diese Anpassung ist es möglich, dass am Ausgang des Filters ein Signal gewonnen werden kann, das schon der ursprünglichen Sendesignalfolge etwas besser entspricht. Durch eine dem Filter rechts außen nachgeschaltete Abtaststufe und Requantisierung kann daraus eindeutig und mit minimaler Bitfehlerwahrscheinlichkeit die ursprüngliche Bitfolge des Senders am Empfänger rekonstruiert werden.

## Mathematische Grundlagen
Die folgenden Betrachtungen gehen davon aus, dass die Struktur des ausgesendeten Signals beim Empfänger bekannt ist. Es ist dabei wichtig, dass diese Annahme nicht bedeutet, dass die übermittelte Nachricht bekannt ist – die Kenntnis der Zeitfunktion eines Datenbits sagt ja noch nichts aus über die in einer Bitfolge übermittelten Informationen.
Das zu erwartende zeitlich begrenzte Nutzsignal (in dem genannten Sinne etwa eines einzelnen Bits oder des Echosignals eines Radarsystems) sei {\displaystyle s}. Es sei überlagert von einem weißen Rauschsignal {\displaystyle n} mit einer spektralen Leistungsdichte {\displaystyle N_{0}}. Die gesuchte optimale Filterstruktur sei durch ihre Antwortfunktion {\displaystyle h} auf einen Dirac-Impuls gekennzeichnet.
Das Ausgangssignal eines solchen Filters zum Zeitpunkt {\displaystyle t} ist dann
(1) {\displaystyle \!\,y(t)=([s+n]*h)(t)=(s*h)(t)+(n*h)(t)=g(t)+n_{e}(t)},
wobei {\displaystyle g} die Antwort des Filters auf das Nutzsignal {\displaystyle s} und {\displaystyle n_{e}} die Antwort des Filters auf das Störsignal {\displaystyle n} darstellen, die jeweils durch die Faltungsoperation mit der Impulsantwort {\displaystyle h} des Filters entstehen:
{\displaystyle g(t)=(s*h)(t)=\int _{-\infty }^{+\infty }h(\tau )s(t-\tau )d\tau }
{\displaystyle n_{e}(t)=(n*h)(t)=\int _{-\infty }^{+\infty }h(\tau )n(t-\tau )d\tau }
Der erste Term {\displaystyle g(t)} in (1) beschreibt offenbar den Nutzsignalanteil zum Zeitpunkt {\displaystyle t}, der zweite Term {\displaystyle n_{e}(t)} den Störsignalanteil zum Zeitpunkt {\displaystyle t}. Als Kriterium für die Sicherheit der Nutzsignalerkennung sei das Verhältnis der Momentanleistungen von Nutz- und Störsignalanteil zu einer Zeit {\displaystyle T} vorausgesetzt; zu diesem Zeitpunkt soll das Filterausgangssignal abgetastet und die Entscheidung über ein etwa vorhandenes Nutzsignal getroffen werden. Je größer der Nutzsignalanteil gegenüber dem Störsignalanteil am Filterausgang ist, desto größer wird offenbar die Erkennungswahrscheinlichkeit sein.
Die Leistung des Nutzsignalanteils zum Zeitpunkt {\displaystyle T} ist {\displaystyle S=g^{2}(T)}. Für die Störleistung gilt mit dem Parsevalschen Theorem
(2) {\displaystyle N=N_{0}\int _{-\infty }^{+\infty }h^{2}(t)dt}
Das Verhältnis {\displaystyle S/N} wird also
(3) {\displaystyle {\frac {S}{N}}={\frac {[\int _{-\infty }^{+\infty }h(\tau )s(T-\tau )d\tau ]^{2}}{N_{0}\int _{-\infty }^{+\infty }h^{2}(t)dt}}}
Die Energie {\displaystyle E} des zeitbegrenzten Nutzsignals ist zeitinvariant; es kann also geschrieben werden
(4) {\displaystyle E=\int _{-\infty }^{+\infty }s^{2}(t)dt=\int _{-\infty }^{+\infty }s^{2}(T-\tau )d\tau }
Wird (3) mit (4) erweitert, ergibt sich ein Ausdruck
(5) {\displaystyle {\frac {S}{N}}={\frac {E}{N_{0}}}{\frac {[\int _{-\infty }^{+\infty }h(\tau )s(T-\tau )d\tau ]^{2}}{\int _{-\infty }^{+\infty }h^{2}(\tau )d\tau \int _{-\infty }^{+\infty }s^{2}(T-\tau )d\tau }}}
Der rechte Teil des Bruchs kann als Quadrat des Korrelationsfaktors {\displaystyle \rho } zwischen der Antwortfunktion {\displaystyle h(t)} des gesuchten Filters und der Signalfunktion {\displaystyle s(t)} interpretiert werden ({\displaystyle -1\leq \rho \leq +1}):
(6) {\displaystyle {\frac {S}{N}}={\frac {E}{N_{0}}}(\rho _{hs})^{2}}

## Ergebnis
Das Verhältnis {\displaystyle {\frac {S}{N}}} (genannt Signal-Rausch-Verhältnis oder Signal-Rausch-Abstand) wird dann maximal, wenn {\displaystyle \rho =\pm 1} ist, wenn also gilt
{\displaystyle h(t)=k\cdot s(T-t)}
({\displaystyle k} – beliebige Konstante). Daraus folgt die wesentliche Aussage: Um eine maximale Erkennungssicherheit des Nutzsignals im Rauschen zu erhalten, muss die gesuchte Impulsantwort {\displaystyle h(t)} des optimalen Filters gleich der zeitgespiegelten („rückwärts laufenden“) Nutzsignalfunktion {\displaystyle s(t)} sein (angepasstes Filter).
Im rauschfreien Fall würde an dieses Filter als Antwort auf das Nutzsignal der Dauer {\displaystyle T} dessen Autokorrelationsfunktion erscheinen, und zum Zeitpunkt {\displaystyle T} (also gerade dann, wenn die gesamte Energie des Signals in das Filter eingelaufen ist) dessen Maximalwert abgetastet werden.
Im Fall der Anwendung des Optimalfilters wird also (im Gegensatz zum oben erwähnten Leistungsempfang!) im Empfänger nicht die Signalform selbst ausgewertet – was ja auch überflüssig ist, da sie als bekannt vorausgesetzt wurde –, sondern dessen Autokorrelationsfunktion (deshalb auch die Bezeichnung als Korrelationsfilter).
Diese Tatsache lässt eine weitere Realisierung des Optimalempfangs zu: Im Empfänger kann auch der vollständige Vorgang der Korrelation realisiert werden, das heißt eine Multiplikation des ankommenden Signal-Störgemischs mit der am Ort des Empfängers ja bekannten Nutzsignalfunktion und anschließende Integration und Abtastung. Das empfiehlt sich jedoch nur dann, wenn der Erwartungszeitpunkt des Nutzsignals bekannt ist.
Eine weitere wesentliche Erkenntnis aus der Optimalfilterbedingung ist die zunächst erstaunliche Tatsache, dass allein die Energie des ankommenden (und damit auch des gesendeten) Nutzsignals den Wert {\displaystyle S/N} und damit die Erkennungsicherheit bestimmt (allerdings eben nur, wenn auch tatsächlich ein Optimalfilter eingesetzt wird). Zeitverlauf, Frequenzspektrum, Signalbandbreite oder andere Parameter können ohne Verletzung der Optimalbedingung nach Notwendigkeit des Übertragungssystems frei gewählt werden.
Auf Grund dieser Aussage ist es beispielsweise möglich, anstelle eines leistungsbegrenzten schmalen Einzelimpulses in einem Radarsystem einen viel breiteren (und deshalb trotz geringerer Leistung energiereicheren) Sendeimpuls mit einer internen zeitabhängigen Modulation zu verwenden, sofern nur dessen Autokorrelationsfunktion ein einziges schmales Maximum und schnell abklingende Werte jenseits {\displaystyle \tau =0} aufweist. Dieses führt zu dem Pulskompressionsverfahren, welches in vielen Radargeräten eingesetzt wird.

## Optimalfilter in der Radarsignalverarbeitung
Das Echosignal beim Radar sollte ungefähr die gleiche Signalform wie das gesendete Sondierungssignal haben. Es unterliegt jedoch durch die Reflexion und während der Ausbreitung im Raum signifikanten Änderungen durch Dopplerfrequenzen und Laufzeitverzögerungen einiger Signalanteile. Somit ist die Form des empfangenen Signal als unbekannt einzuschätzen. Diese Veränderungen können durch Zielmodelle simuliert und das Ergebnis für die Veränderung der Signalform in Datenbanken zur Verfügung gestellt werden. Ein Optimalfilter für Radar besteht daher aus einer Vielzahl von parallel geschalteten Optimalfiltern, welche je eine Signalform aus der Datenbank als Referenz verwenden. In der Radarsignalverarbeitung wird dann das Ausgangssignal verwendet, welches das beste Signal-/Rausch-Verhältnis hat.

## Optimalfilter als Kleinste-Quadrate-Verfahren
Das Optimalfilter kann auf verschiedene Arten hergeleitet werden, es stellt aber insbesondere auch einen Spezialfall eines Kleinste-Quadrate Verfahrens dar. Damit lässt sich das Optimalfilter auch als ein Maximum-Likelihood-Verfahren (englisch ML estimation) im Zusammenhang mit Gaußschem Rauschen (und der entsprechenden Whittle Likelihood) interpretieren.
Wenn das übertragene Signal keine unbekannten Parameter (wie z. B. Ankunftszeit, Amplitude, Phase,...) hätte, dann würde dem Neyman-Pearson-Lemma zufolge das Optimalfilter (bei Gaußschem Rauschen) die Fehlerwahrscheinlichkeit minimieren. Da das Signal in aller Regel aber unbekannte, zu schätzende Parameter hat, stellt das Optimalfilter als ML-Detektionsstatistik eine verallgemeinerte Likelihood-Quotienten-Teststatistik dar. Hieraus folgt insbesondere, dass die Fehlerwahrscheinlichkeit (im Sinne von Neyman und Pearson) nicht notwendigerweise minimal ist.
Bei der Konstruktion eines Optimalfilters wird außerdem von einem bekannten Rausch-Spektrum ausgegangen. Tatsächlich wird das Spektrum allerdings in aller Regel aus entsprechenden Daten geschätzt, ist tatsächlich also nur mit begrenzter Präzision bekannt. Das Optimalfilter lässt sich für den Fall eines nur ungenau bekannten Spektrums zu einem iterativen Verfahren verallgemeinern.